# ئی‌ام‌دی اف‌پی۹
ئی‌ام‌دی اف‌پی۹ (انگلیسی: EMD FP9) یک لوکوموتیو ساخت شرکت الکترو-موتیو دیزل است.
این لوکوموتیو که از سال ۱۹۵۴ تا ۱۹۵۹ تولید می‌شده، دارای ۱۶ سیلندر، ۱٬۷۵۰ اسب بخار (۱٫۳۰ مگاوات) توان و وزن ۱۲۰٬۰۰۰ کیلوگرم بوده است.